# Романенко, Георгий Александрович
Георгий Александрович Романенко (18 апреля 1918 — 24 октября 1976) — командир танковой роты 441-го танкового батальона (110-я танковая бригада, 18-й танковый корпус, 5-я гвардейская танковая армия, 2-й Украинский фронт), старший лейтенант. Герой Советского Союза.

## Биография
Родился 18 апреля 1918 года в городе Кисловодск ныне Ставропольского края.
В Красной армии с июля 1941 года. На фронте в Великую Отечественную войну с августа 1942 года. Участвовал в Курской битве.
На подступах к городу Кривой Рог получил приказ: используя фактор внезапности, прорвать линию обороны противника, войти в город и продержаться до подхода главных сил. 24 октября 1943 года его рота вклинилась в оборону противника и первой ворвалась в Кривой Рог. Действуя в уличных боях без поддержки пехоты, танкисты уничтожали живую силу и боевую технику противника, разрушали оборонительные сооружения. В результате восьмичасового боя рота Романенко подбила танк, четыре бронемашины, четыре бронетранспортёра, десять мотоциклов.
Указом Президиума Верховного Совета СССР от 10 марта 1944 года за мужество, отвагу и героизм, старшему лейтенанту Романенко Георгию Александровичу присвоено звание Героя Советского Союза с вручением ордена Ленина и медали «Золотая Звезда».
Служил в органах Министерства внутренних дел. С 1953 года майор Романенко в запасе. Жил в Кисловодске. Умер 24 октября 1976 года.

## Награды
- медаль «Золотая Звезда» (10 марта 1944);
- орден Ленина (10 марта 1944);
- Почётный гражданин города Кисловодска.